# بوب ويلسون (سياسي)
بوب ويلسون (بالإنجليزية: Bob Wilson)‏ هو سياسي أمريكي، ولد في 5 أبريل 1916 في كاليكسيكو في الولايات المتحدة، وتوفي في 12 أغسطس 1999 في تشولا فيستا في الولايات المتحدة. حزبياً، نشط في الحزب الجمهوري. وقد انتخب عضو مجلس النواب الأمريكي.